# Hymenophyllum fuciforme
Espèce
Hymenophyllum fuciforme est une espèce de fougères de la famille des Hyménophyllacées.
Synonymes : Hymenophyllum fucoides Cav. (homonyme de Hymenophyllum fucoides (Sw.) Sw.), Hymenophyllum semiteres Colla, Leptiocionium fuciforme (Sw.) C.Presl .

## Description
Hymenophyllum fuciforme appartient au sous-genre Fuciformia et en est l'espèce type.
Cette fougère a les caractéristiques suivantes :
- son rhizome est long et filiforme ;
- les frondes, pouvant dépasser 70 centimètres de long, comportent un limbe divisé trois fois ;
- Les sores, solitaires, sont portés par l'extrémité d'un segment latéral, majoritairement à la partie terminale du limbe ;
- l'indusie est formée de deux lèvres couvrant très partiellement les grappes de sporanges à maturité ; c'est la forme des sores entièrement couvertes par l'indusie, semblable aux fructification des Fucus, qui est à l'origine de l'épithète spécifique.

## Distribution
Cette espèce, plutôt épiphyte de forêts pluviales, est présente en Amérique du Sud - Chili et Argentine - et à Madagascar.